# Sloup v Dillí

Železný pilíř v Dillí, starý více než 1600 let

Sloup v Dillí je kovový pilíř stojící u Kutubova minaretu v Dillí. Pochází z 4. až 5. století a je jednou z místních památek a metalurgickou kuriozitou, neboť dobře odolává povětrnostním vlivům, zejména korozi.
Nechal jej vztyčit král Čandragupta II. nebo jeho syn Kumáragupta I. v období někdy mezi 4. až 5. stoletím na počest válečných vítězství. Původně se nacházel v chrámu boha Višnua ve městě Udayagiri ve střední Indii, teprve na přelomu 12. a 13. století byl přesunut do Dillí. Je součástí komplexu Kutub a je jedinou součástí původního hinduistického chrámu, který zde dříve stál předtím, než jej zbořili ve 13. století muslimové, kteří potřebovali materiál na stavbu minaretu Kutub Minar a mešity Kuwwat-ul-Islam).

## Popis
Pilíř je vysoký 7,2 m o průměru 50 cm, kuželovitě se zužující na 30 cm, vážící více než 6 tun, se symbolem čakry na vrcholu. Z 98 % jej tvoří železo, které je jen minimálně znečištěno sloučeninami síry a obsahuje větší množství fosforu. Ten katalyzuje na povrchu sloupu 0,05mm modročernou vrstvičku amorfního materiálu zvaného „misawit“ (d-FeOOH).

## Pilíř jako záhada
Záhadou byl jednak způsob jeho vytvoření, ale především to, že není na povrchu zkorodovaný, resp. je kryt jen tenkou modročernou vrstvičkou. Podle pseudovědeckých výkladů takový sloup a v takové kvalitě materiálu nebylo možno vytvořit tehdy známými metodami a je nutné předpokládat, že jeho tvůrci museli mít nějaké tajné vědomosti. Snad i mimozemského původu. Sloupem se zabývalo mnoho amatérů, ale i archeologů i metalurgů.

### Vysvětlení
Sloup v Dillí, jeho původ a příčiny nerezivění byly jednou z mála skutečných záhad, které neměly imaginární, iracionální povahu a kterou bylo proto možné řešit vědeckými metodami. Nadzemní část nerezaví minimálně z několika důvodů (pod zemí uložená část sloupu je silně zrezavělá): klima v Dillí je horké a suché, sloup má vysokou tepelnou kapacitu, takže i při nočním chladu se na jeho povrchu nesráží vlhkost. Ramamurthy Balasubramanian z Indického technologického institutu v Dillí zjistil, že indičtí slévači v dobách krále Čandragupty II. při tavení nepoužili vápenec, který ze železa odstraňuje fosfor. Proto je důležitá i ona misawitová vrstva, která spolu s nízkým obsahem síry sloup dobře chrání před korozí.